# Fritz Dodes
Fritz Dodes (* 14. März 1944 in Wien) ist ein ehemaliger österreichischer Sportredakteur und Radiosprecher des Österreichischen Rundfunks.

## Leben
Fritz Dodes' Vater starb früh, er fiel im Zweiten Weltkrieg am 21. November 1944 in Belgien. Einige Jahre später heiratete seine Mutter erneut, Fritz Dodes behielt jedoch den Namen seines Vaters und begann eine Karriere als Stadionsprecher im Wiener Radstadion, dem heutigen Ferry-Dusika-Hallenstadion.
Später wurde er Sprecher im Sportstudio von Radio Ö3. Von 1968 bis zu seiner Pensionierung im Jahr 2003 war Fritz Dodes als Sportredakteur beim ORF tätig. In dieser Zeit trat er in 2370 Reportagen und 2340 Sendungen als Moderator auf, weiters war er 921 Mal Chef vom Dienst. Daneben berichtete er zwischen 1968 und 1996 von der Österreich-Rundfahrt. 1976 bis 1996 war er Moderator bei den Olympischen Spielen. Der Österreichische Radcup war seine Idee.
1981 hatte er in der TV-Krimi-Serie „Kottan ermittelt“ eine Gastrolle.

## Privates
Dodes ist seit 8. September 1970 verheiratet und hat mit seiner Frau zwei Töchter.
| Personendaten    | Personendaten                                                                    |
| ---------------- | -------------------------------------------------------------------------------- |
| NAME             | Dodes, Fritz                                                                     |
| KURZBESCHREIBUNG | österreichischer Sportredakteur und Radiosprecher des Österreichischen Rundfunks |
| GEBURTSDATUM     | 14. März 1944                                                                    |
| GEBURTSORT       | Wien                                                                             |